# 三门峡日报

2022年3月14日出版的三门峡日报

《三门峡日报》是中华人民共和国河南境内的一份市级报纸，由三门峡日报社主办，接受中共三门峡市委宣传部的领导。创刊于1985年，前身为《豫西报》。

## 历史
1985年，时任洛阳地委书记杨光喜把筹办《豫西报》的任务交给了宣传部部长杨书忠。
1985年5月1日，《豫西报》创刊号，正式开始发行。《豫西报》标题由时任中宣部部长陆定一题词。
1986年河南省进行区划调整，《豫西报》迁到了三门峡，成为三门峡市委机关报。后改名为《三门峡日报》。
2000年1月1日，《三门峡日报》旗下《西部晨风》创刊，相较于《三门峡日报》的严谨性，《西部晨风》更偏向于百姓日常生活。

## 荣誉
2016年，河南省举办第十届报纸综合质量检测，《三门峡日报》排名全省第五。
2017年-2020年，《三门峡日报》连续三年被评为河南省“十佳报纸”。
2020年，《三门峡日报》被评为“河南省一级报纸”。